# Coenotephria impunctata
Coenotephria impunctata là một loài bướm đêm trong họ Geometridae.